# Love in a Mist
Love in a Mist (estilizado como Loveinamist) es el cuarto y último álbum europeo de la cantante británica Marianne Faithfull en la década de 1960 con el sello discográfico Decca y la producción de Mike Leander. Fue publicado el 3 de febrero de 1967 y relanzado en formato de disco compacto en octubre de 1988 con tres canciones como pistas adicionales.
Algunas de sus canciones fueron publicadas meses antes en Estados Unidos, en su álbum Faithfull Forever....

## Grabación, antecedentes y composición
La grabación del álbum, que se dio en Decca Studio No 2 y Olympic Sound Studios, comenzó en febrero de 1966 con la canción, "In the Night Time". Esta fue una entrega que Donovan más tarde versionaría bajo el título "Hampstead Incident". Otras dos composiciones de él fueron grabadas para el álbum: "Young Girl Blues", que trata, aunque de manera subrepticiamente, sobre el entonces tema tabú la masturbación femenina, y "Good Guy".
Entre las composiciones originales se encuentran dos de Jackie DeShannon, "With You in Mind" y "You Can't Go Where the Roses Go". La primera, fue escrita originalmente para Joe y Eddie, un dúo gospel-folk, cuya asociación terminó en agosto de 1966, cuando Joe Gilbert sufre un accidente automovilístico. "Our Love Has Gone", escrita por el cantante Chris Andrews. "Coquillages", que previamente se lanzó en el extended play "Si Demain", es una adaptación en francés, hecha por Marcel Stellman, de la canción "Cockleshells" de Mick Taylor, que Marianne incluyó en su trabajo discográfico "North Country Maid".
También se grabaron versiones de Tim Hardin, como "Don't Make Promises" y "Reason to Belive", grabada el 23 de septiembre de 1966. "Counting" de Bob Lind, que fue sencillo en julio y también tiene una mezcla diferente a su versión lanzada en el álbum americano "Faithfull Forever...". Y, extraídas del cine, "Ne me quitte pas", de la película francesa de 1964 "Los paraguas de Cherburgo", escrita por Michel Legrand y Jacques Demy; y "I Have a Love" de la película de 1961 "Amor sin Barreras", con música compuesta por Leonard Bernstein y letra de Stephen Sondheim, con la cual cierra el álbum.
Se agregaron también dos sencillos de 1965, "This Little Bird", una adaptación de Jon D. Loudermilk basada en el monólogo de Val Xavier, personaje de la obra "Orpheus Descending" del dramaturgo Tennessee Williams, que habla sobre un pájaro que duerme en el viento y que solo toca el suelo cuando muere. Y "Yesterday" del dúo Lennon-McCartney, que Mike Leander se encargó de la orquestación con 300 voces de apoyo del Royal College of Music, ya que Paul, que presenciaba la sesión, quería que esta versión sonara algo barroco.
En otros territorios se editó una versión revisada del álbum, que omite "Yesterday", "This Little Bird", "Ne Me Quitte Pas", "Counting", y las reemplaza por "Is This What I Get for Loving You?", "Et Maintenant" y "Tomorrow's Calling".
"Et Maintenant (What now my Love?)", una versión de Gilbert Bécaud, extraída del extended play "Go Away from my World", escrita por Bécaud, y Pierre Delanoë. "Tomorrow's Calling", que escribió Eric Woolfson para ella y fue sencillo en mayo de 1966. E, "Is This What I Get For Loving You?", originalmente escrita por Gerry Goffin, Carole King y Phil Spector para The Ronettes. Fue la última canción grabada en la sesión de este álbum, en noviembre de 1966. Andrew Loog Oldham se encargó de la producción y Arthur Greenslade de la dirección. En un principio iba a ser sencillo en ese mismo mes junto a "Counting" como lado B, pero su lanzamiento se pospuso para febrero de 1967, junto a "Tomorrow's Calling".

## Publicación
Se lanza por primera vez en formato vinilo, el 2 de marzo de 1967, en monoaural y estéreo. En algunos territorios se lanza una edición revisada, donde se cambian algunas canciones ("Yesterday", "This Little Bird", "Ne Me Quitte Pas", "Counting") por "Is This What I Get for Loving You?", "Et Maintenant" y "Tomorrow's Calling". En la versión monoaural canciones como "You Can't Go Where the Roses Go" y "Good Guy" tiene efecto de doble voz, "Don't Make Promises" contiene coros, cuando en la versión estéreo no aparecen. Y "Reason to Belive", en mono, en el puente de la canción se pueden oír violines.
Todas sus reediciones pertenecen a la edición original del álbum y no a la edición revisada. 
En octubre de 1988 se relanza, por primera vez en formato CD. Con dos canciones adicionales, previamente inéditas: "Hang On To A Dream" y "Rosie, Rosie" (originalmente llamada "Rosie Won't You Please Come Home", de The Kinks) que iban a ser sencillo, luego de "Counting".
En 2002, en Japón, se relanza junto a tres canciones adicionales: "Hang On To A Dream", "Rosie, Rosie" y "Monday Monday", una versión de The Mamas & the Papas.
El 31 de julio de 2013 se relanza de forma limitada en formato SHM-CD, exclusivamente en Japón. Incluye el álbum en versión monoaural y estéreo, y una pista adicional: "Hang On To A Dream".

## Promoción

### Sencillos
Fuera de la sesión de grabación de este álbum se lanzaron dos sencillos. Estos fueron "This Little Bird" y "Yesterday".
"This Little Bird" que fue lanzado el 30 de abril de 1965, 15 días después del lanzamiento de los álbumes "Come My Way" y "Marianne Faithfull", junto a "Morning Sun" como lado B. Este sencillo fue muy bien recibido en las listas y por la crítica. En Reino Unido alcanzó el puesto número 6, En Irlanda el 9, como "As Tears Go By". En Estados Unidos ingresó en dos listas: Billboard, donde obtuvo el puesto número 32, con una reseña positiva y Cash Box donde obtuvo el puesto 34. En Canadá fue parte de dos listas también: la CHUM, dónde alcanzó el número 18 y el Top 40 de RPM dónde alcanzó al puesto 25. Otro territorio fue Sudáfrica, donde se posicionó en el puesto 17.
"Yesterday" fue lanzado el 22 de octubre de 1965 junto a "Oh, Look Around You", escrita por Faithfull, como lado B. En Reino Unido se posicionó en el puesto 36. En la lista de Melody Maker, también de Reino Unido, alcanzó el puesto número 32. . En Malasia obtuvo en su primera semana el puesto número 9. Y en Holanda estuvo dos semanas en el puesto 6.
Dentro de la sesión de grabación del álbum se lanzaron "Tomorrow's Calling", "Counting", "Coquillages" en Países Bajos (aunque en el álbum, en dicho país no aparece) e "Is This What I Get For Loving You?".
"Tomorrow's Calling" se lanzó el 27 de mayo de 1966 (13 de junio en Países Bajos) junto a "That's Right Baby" como lado B, una canción escrita por Leander bajo el seudónimo Michael Farr. Este apareció únicamente en la versión neerlandesa y belga del álbum.
"Counting" fue lanzada el 8 de julio de 1966 con "I'd Like To Dial Your Number", escrita por Faithfull, como lado B. Alcanzó el puesto número 40 en la lista británica Melody Maker.
En Países Bajos "Coquillages", que no aparece en el álbum en dicho territorio, fue lanzada el 12 de septiembre de 1966 junto a "Ne Me Quitte Pas" (Les Parapluies De Cherbourg) como lado B.
"Is This What I Get For Loving You?" fue el último sencillo lanzado del álbum, el 10 de febrero de 1967 junto a "Tomorrow's Calling" como lado B. Llegó al puesto número 43 en las listas británicas y número 125 en Estados Unidos.

## Lista de canciones
El álbum tuvo dos versiones, la británica y la publicada en los Países Bajos y Bélgica.
- Versión británica

Todas las canciones producidas por Mike Leander. «Ne me quitte pas» —también conocida como «Les parapluies de Cherbourg» por pertenecer a la película de mismo título— se acreditó erróneamente como escrita por Jacques Brel, que había compuesto y publicado una canción con idéntico título en 1959. 

| Lado 1 |                                      |                              |          |  |
| N.º    | Título                               | Escritor(es)                 | Duración |  |
| 1.     | «Yesterday»                          | John Lennon, Paul McCartney  | 2:14     |  |
| 2.     | «You Can't Go Where the Roses Go»    | Jackie DeShannon             | 2:43     |  |
| 3.     | «Our Love Has Gone»                  | Chris Andrews                | 3:11     |  |
| 4.     | «Don't Make Promises You Can't Keep» | Tim Hardin                   | 2:47     |  |
| 5.     | «In the Night Time»                  | Donovan Leitch               | 2:58     |  |
| 6.     | «This Little Bird»                   | John D. Loudermilk           | 2:01     |  |
| 7.     | «Ne me quitte pas»                   | Jacques Demy, Michel Legrand | 2:26     |  |

| Lado 2 |                     |                                     |          |  |
| N.º    | Título              | Escritor(es)                        | Duración |  |
| 1.     | «Counting»          | Bob Lind                            | 2:47     |  |
| 2.     | «Reason to Believe» | Hardin                              | 2:18     |  |
| 3.     | «Coquillages»       | Marcel Stellman                     | 3:29     |  |
| 4.     | «With You in Mind»  | DeShannon                           | 2:21     |  |
| 5.     | «Young Girl Blues»  | Donovan                             | 3:30     |  |
| 6.     | «Good Guy»          | Donovan                             | 2:41     |  |
| 7.     | «I Have a Love»     | Stephen Sondheim, Leonard Bernstein | 2:40     |  |

| Pistas adicionales en el CD de 1988 |                      |              |               |          |  |
| N.º                                 | Título               | Escritor(es) | Productor(es) | Duración |  |
| 15.                                 | «Hang On to a Dream» | Hardin       | Mike Leander  | 2:17     |  |
| 16.                                 | «Rosie, Rosie»       | Ray Davies   | Mike Leander  | 2:33     |  |
| 42:56                               |                      |              |               |          |  |

| Pistas adicionales en el CD japonés de 2002 |                      |               |               |          |  |
| N.º                                         | Título               | Escritor(es)  | Productor(es) | Duración |  |
| 15.                                         | «Hang On to a Dream» |               |               | 2:17     |  |
| 16.                                         | «Rosie, Rosie»       |               |               | 2:33     |  |
| 17.                                         | «Monday, Monday»     | John Phillips | Mike Leander  | 3:01     |  |
| 48:14                                       |                      |               |               |          |  |

- Versión neerlandesa y belga

| Lado 1 |                                     |                                       |                    |          |  |
| N.º    | Título                              | Escritor(es)                          | Productor(es)      | Duración |  |
| 1.     | «Is This What I Get for Loving You» | Gerry Goffin/Carole King/Phil Spector | Andrew Loog Oldham | 3:52     |  |
| 2.     | «You Can't Go Where the Roses Go»   |                                       |                    |          |  |
| 3.     | «Our Love Has Gone»                 |                                       |                    |          |  |
| 4.     | «Don't Make Promises»               |                                       |                    |          |  |
| 5.     | «In the Night Time»                 |                                       |                    |          |  |
| 6.     | «Et maintenant (What Now My Love)»  | Gilbert Bécaud/Pierre Delanoë         | Tony Calder        | 3:29     |  |

| Lado 2 |                      |               |               |          |  |
| N.º    | Título               | Escritor(es)  | Productor(es) | Duración |  |
| 1.     | «Tomorrow's Calling» | Eric Woolfson | Mike Leander  | 3:00     |  |
| 2.     | «Reason to Believe»  |               |               |          |  |
| 3.     | «With You in Mind»   |               |               |          |  |
| 4.     | «Young Girl Blues»   |               |               |          |  |
| 5.     | «Good Guy»           |               |               |          |  |
| 6.     | «I Have a Love»      |               |               |          |  |

## Historial de lanzamiento a nivel mundial
| País         | Fecha de publicación | Formato | Discográfica / Núm. cat.                      |
| ------------ | -------------------- | ------- | --------------------------------------------- |
| Reino Unido  | 3 de febrero de 1967 | Vinilo  | Decca SKL 4854 (estéreo)                      |
| Australia    | 1967                 | Vinilo  | Decca SKLA-4854                               |
| Alemania     | 1967                 | Vinilo  | Decca SLK 16468-P (estéreo)                   |
| Reino Unido  | 1967                 | Vinilo  | Decca LK 4854                                 |
| Bélgica      | 1967                 | Vinilo  | Decca NU 375 004                              |
| Países Bajos | 1967                 | Vinilo  | Decca NU 375 004 (estéreo), DU 175 004 (mono) |
| Australia    | 1970                 | Vinilo  | World Record Club S-4680 (estéreo)            |
| Reino Unido  | Octubre de 1988      | CD      | London Records 820 632-2                      |
| Australia    | 1990                 | CD      | Pickwick Australia PKD 3015                   |
| Japón        | 25 de marzo de 2002  | CD      | Decca UICY-3299                               |
| Japón        | 31 de julio de 2013  | SHM-CD  | Universal Music UICY-75680                    |
| Japón        | 6 de agosto de 2013  | CD      | Universal Music UICY-0577427                  |

## Créditos y personal
| - Marianne Faithfull – voz principal - Nicky Hopkins – piano - John McLaughlin – guitarra - Joe Moretti – guitarra - Jimmy Page – guitarra - Jim Sullivan – guitarra - Eric Ford – bajo - Alan Weighall – bajo - Andy White – batería | - Red Weller – percusión - Alan Hakin – percusión - Eric Allen – percusión - Sidney Sax – string leader - Mike Leander – producción, mezcla y dirección - Tony Calder – producción ("This Little Bird", "Et Maintenant") - Andrew Loog Oldham – producción ("Is This What I Get For Loving You?") - Arthur Greenslade – arreglos y dirección ("Is This What I Get For Loving You?") - Michael Cooper Studios – fotografía y diseño |